# Judo na Letní univerziádě 2013
Soutěže v judu na letní univerziádě 2013 probíhaly v Tatněfť-Areně (v Kazani v Rusku) v období 2. až 6. července 2013.

## Program
- NE - 02.07.2013 - těžká váha (+100 kg, +78 kg) a polotěžká váha (−100 kg, −78 kg)
- PO - 03.07.2013 - střední váha (−90 kg, −70 kg) a polostřední váha (−81 kg, −63 kg)
- ÚT - 04.07.2013 - lehká váha (−73 kg, −57 kg) a pololehká váha (−66 kg, −52 kg)
- ST - 05.07.2013 - superlehká váha (−60 kg, −48 kg) a kategorie bez rozdílu vah
- ČT - 06.07.2013 - soutěž týmů

## Průběh turnaje
Turnaj vysokoškoláků v judu nabídl velmi kvalitní účast a potvrdil nadvládu Japonců a Jihokorejců. Jediný, kdo dokázal narušit dominanci Asiatů, byl Čech Lukáš Krpálek. Turnaj se podle představ nevydařil domácím Rusům. Získali sice několik medaili, ale zlatá medaile v jejich sbírce chyběla. Přitom postavili silný tým judistů patřících do top10 světového žebříčku IJF. V turnaji došlo k několika překvapením i nečekaným výpadkům. Příčinou byl především náhodný los, který svedl proti sobě již v prvních kolech favority na medaili. Příkladem může být našlapaná skupina D v kategorii nad 100 kg, na kterou doplatil Japonec Odžitani. Překvapením byl výkon Mongola Džančivdordže nebo Portugalce Alvese.
Mezi vysokoškolačkami se potvrdila velká vyrovnanost. Turnaj se nepodařil Japonkám, které se domů vracely bez zlaté medaile. Překvapením byl výkon Tchajwanky Lien, která brala v kategorii do 57 kg bronzovou medaili.
V týmové soutěži vysokoškoláků se představil i český tým ve složení Petřikov, Sedmidubský, Ježek, Jurečka, Krpálek. V prvním kole si lehce poradil s týmem Jižní Afriky, jejichž účastníci přijeli do Kazaně na výlet. Ve druhém kole český tým narazil na Maďary. Střetnutí ukázalo slabinu českého týmu, kterou je kategorie do 66 kg. Pavel Petřikov, který v této kategorii musí bojovat, nestačil na Bence Zamboriho. Prohra Sedmidubského s mladším z bratrů Ungváriů se čekala. Vše měl v rukou Jaromír Ježek. Vyrovnaný zápas s Láslou Čokňajem však prohrál podobně jako na Evropě po taktické stránce. V již rozhodnutém střetnutí následně získal bod Alexandr Jurečka, výhrou nad Vérem. V posledním duelu mezi Krpálkem a Cirjenicsem došlo k symbolickému vítězství Maďara. Turnaj nakonec vyhráli Japonci, kteří prošli do finále bez sebemenšího zaváhání. Finálový duel s Jihokorejci byl krásným a napínavým vyústěním celého turnaje. Zajímavostí bylo, že domácí výběr Ruska bojoval pouze ve čtyřech a tento handicap jednoho judisty (lehká váha) jim zabránil v zisku medaile.
V týmové soutěži vysokoškolaček zaúřadoval los, který svedl do vrchní části pavouka nejsilnější týmy Japonska, Brazílie, Francie a Jižní Koreje. Doplatily na to Japonky, které vypadly hned v prvním kole s Brazilkami. Spodní část pavouka vyhrály překvapivě Polky, které v semifinále vyřadily Rusky 3:2. Rusky podobně jako jejich mužští kolegové nastoupily k zápasu pouze ve čtyřech. Turnaj vyhrály Jihokorejky, které ve finále porazily Polky 3:2.

## Česká stopa
podrobně zde
- −60 kg - Pavel Petřikov (UPOL)
- −73 kg - Václav Sedmidubský (ČZU)
- −81 kg - Jaromír Ježek (FTVS)
- −90 kg - Alexandr Jurečka (FTVS)
- −100 kg - Lukáš Krpálek (PALESTRA)
- −63 kg - Tereza Patočková (ČVUT)

## Výsledky – váhové kategorie

### Muži
| Kategorie | Zlato                  | Stříbro                        | Bronz                    | Bronz                   |
| --------- | ---------------------- | ------------------------------ | ------------------------ | ----------------------- |
| −60 kg    | Šindži Kidó (JPN)      | Arsen Galsťan (RUS)            | Pavel Petřikov (CZE)     | Kim Won-čin (KOR)       |
| −66 kg    | Tomofumi Takadžó (JPN) | Čo Čun-hjon (KOR)              | Jakub Šamilov (RUS)      | Artem Charčenko (UKR)   |
| −73 kg    | Wang Ki-čchun (KOR)    | Jonathan Allardon (FRA)        | Juki Nišijama (JPN)      | Andre Alves (POR)       |
| −81 kg    | Takanori Nagase (JPN)  | Yahyo Imamov (UZB)             | Mammadali Mehdijev (AZE) | László Csoknyai (HUN)   |
| −90 kg    | Kwak Tong-han (KOR)    | Bunddordžyn Džančivdordž (MGL) | Kirill Voprosov (RUS)    | Alexandr Jurečka (CZE)  |
| −100 kg   | Lukáš Krpálek (CZE)    | Zafar Machmadov (RUS)          | Soib Qurbonov (UZB)      | Rafael Buzacarini (BRA) |
| +100 kg   | Čo Ku-ham (KOR)        | Barna Bor (HUN)                | Maciej Sarnacki (POL)    | Renat Saidov (RUS)      |

### Ženy
| Kategorie | Zlato                      | Stříbro                     | Bronz                          | Bronz                           |
| --------- | -------------------------- | --------------------------- | ------------------------------ | ------------------------------- |
| −48 kg    | Alesja Kuzněcovová (RUS)   | Scarlett Gabrielliová (FRA) | Maryna Čerňaková (UKR)         | Dayaris Mestreová (CUB)         |
| −52 kg    | Natalija Kuzjutinová (RUS) | Yanet Bermoyová (CUB)       | Ai Šišimeová (JPN)             | Romy Tarangulová (GER)          |
| −57 kg    | Ketleyn Quadrosová (BRA)   | Šušana Gevondjanová (UKR)   | Lien Čeng-ling (TPE)           | Šoko Onová (JPN)                |
| −63 kg    | Maëlle Di Cintiová (FRA)   | Kajoko Sanová (JPN)         | Marta Labazinová (RUS)         | Kathrin Unterwurzacherová (AUT) |
| −70 kg    | Hwang Je-sul (KOR)         | Čao Ťia (CHN)               | Fanny-Estelle Posviteová (FRA) | Onix Cortésová (CUB)            |
| −78 kg    | Abigél Joóová (HUN)        | Madeleine Malongaová (FRA)  | Pak Čong-won (KOR)             | Mami Umekiová (JPN)             |
| +78 kg    | Rochele Nunesová (BRA)     | Idalis Ortízová (CUB)       | Maryna Slucká (BLR)            | Marija Šekerovová (RUS)         |

## Výsledky – ostatní disciplíny

### Bez rozdílu vah
|      | Zlato                 | Stříbro                | Bronz                 | Bronz                       |
| ---- | --------------------- | ---------------------- | --------------------- | --------------------------- |
| muži | Lukáš Krpálek (CZE)   | Masaru Momose (JPN)    | David Moura (BRA)     | Kim Song-min (KOR)          |
| ženy | Idalis Ortízová (CUB) | Rochele Nunesová (BRA) | Manami Inoueová (JPN) | Jelyzaveta Kalaninová (UKR) |

### Týmová soutěž
|      | Zlato                                                                                                | Stříbro | Bronz |
| ---- | --- | --- | --- |
| muži | Japonsko Tomofumi Takadžó Juki Nišijama Takanori Nagase Šohei Šimowada Takeši Odžitani Masaru Momose | Jižní Korea Kim Won-čin Čo Čun-hjon Wang Ki-čchun I Sung-su Kwak Dong-han Sim Či-ho Čo Ku-ham Kim Song-min           | Brazílie Luiz Revite João Macedo Vinicius Panini Eduardo Silva David Silva Maďarsko Bence Zámbori Attila Ungvári László Csoknyai Gábor Vér Miklós Cirjenics Barna Bor |
| ženy | Jižní Korea Kim Mi-li Kim Min-ču Čong Ta-un Hwang Je-sul I Čong-un Kim Un-kjong                      | Polsko Ewa Konieczná Zuzanna Pawlikowská Agata Perencová Halima Mohamed-Seghirová Karolina Tałachová Joanna Jaworská | Francie Pénélope Bonnaová Hélène Receveauxová Maëlle Di Cintiová Fanny-Estelle Posviteová Anne-Fatoumata M'Bairová Madeleine Malongaová Rusko Alesja Kuzněcovová Natalija Kuzjutinová Irina Zabludinová Marta Labazinová Margarita Gurcijevová Marija Šekerovová Anastasija Dmitrijevová |

pozn: Uvedeni jsou pouze judisté, kteří zasáhli v týmové soutěži do bojů.

## Stručná pravidla
- Každá země může postavit maximálně jednoho reprezentantanta ve váhové kategorii
- V turnaji se judisté nenasazují, proto se bojuje podle tradičního způsobu oprav